# Le Délice de Bourgogne
Le Délice de Bourgogne ou Le Délice de Bourgogne Lincet est une marque commerciale appartenant à la société Fromagerie Lincet dans l'Yonne en France. Cette marque créée par Jean Lincet en 1975 est apposée sur des fromages industriels fabriqués par cette même entreprise.

## Présentation
La marque est utilisée pour des fromages au lait de vache pasteurisé à pâte molle à croûte fleurie dont certains sont de type double-crème et triple-crème.

### Les déclinaisons
- Le Délice de Bourgogne 2 kg, fromage double-crème pour la vente à la coupe[2] ;
- Le Délice de Bourgogne 0,2 kg, fromage type Brillat Savarin [3] ;
- Le Délice de Bourgogne à la Truffe Française 0,5 kg, fromage agrémenté de 5 % de truffe[4].